# Evelyne Mpoudi Ngolé
Evelyne Sono Epoh Mpoudi Ngolé, también Ngollé (Yaundé, 1953), es una escritora y educadora camerunesa en lengua francesa. Su primera novela, Sous la cendre le feu (Fuego bajo las Cenizas), fue publicada en 1990.

## Biografía
Mpoudi Ngolé Nació en Yaundé en 1953 donde su padre era funcionario. Tras la educación primaria en Nkongsamba, asistió al liceo femenino en Douala. Más tarde estudió literatura en la Universidad de Yaundé y en la de Burdeos, donde se doctoró. Después de ocupar varios puestos dentro del sistema educativo, fue nombrada directora (proviseur) del Lycée d'Elig-Essono de Yaundé, con más de 3.000 alumnos.
Su primera novela, Sous la cendre le feu (1990), trata del lugar de las mujeres africanas que se enfrentan al paso de la vida tradicional al mundo moderno. Entrevistada por Elyze Razin, Ngolé explicó que se inspiró para escribir la novela durante su estancia en Bélgica donde su marido, médico militar, había sido destinado durante dos años. Esperaba que la novela revelaría los problemas con los que se enfrentan las mujeres africanas quienes a menudo se ven forzadas a hacer trabajos domésticos o en el campo en vez de completar su educación o entrar en la vida profesional como los hombres.
En 1997, cuando su marido se vio involucrado en el programa nacional de lucha contra el sida, comenzó a escribir una nueva novela sobre el tema, pero aparentemente nunca la completó.
En 2009 publicó su segunda novela, Petit Jo, enfant des rues. A pesar de que trata el problema de niños de la calle que se enfrentan a la indiferencia de la sociedad, es una historia cautivadora con un final feliz. Desde su publicación, este libro ha sido usado como libro de lectura en las escuelas de Malí.

## Selección de trabajos
- Sous la cendre le feu. L'Harmattan. 1990. ISBN 978-2-7384-0634-7.

- Petit Jo, enfant des rues. Hachette Livre international Edicef. 2009. ISBN 978-2-7531-0238-5.